# Softalk
Softalk est un magazine mensuel américain consacré à l'Apple II (actualité, jeu vidéo, etc.), publié de septembre 1980 à août 1984.